# Эрнст, Константин Львович
Константи́н Льво́вич Эрнст (род. 6 февраля 1961, Москва, СССР) — советский и российский медиаменеджер, продюсер, режиссёр, сценарист, телеведущий. Генеральный директор АО «ОРТ/Первый канал» с 1999 года. Полный кавалер ордена «За заслуги перед Отечеством». Лауреат Государственной премии Российской Федерации (2003, 2023) и Премии Правительства Российской Федерации (2017). Семикратный обладатель российской национальной телевизионной премии «ТЭФИ» (1998, 2001, 2007—2010, 2014). Член Фонда «Академия российского телевидения» с 1996 года.
В числе работ, которыми руководил Эрнст, были «Евровидение-2009» в Москве и церемонии открытия и закрытия зимних Олимпийских игр в Сочи. Руководитель трансляций крупных государственных мероприятий, таких как Парад Победы в Москве, Главный военно-морской парад в День ВМФ в Санкт-Петербурге, инаугурация Президента России. Автор и продюсер таких проектов и фильмов, как «Русский проект», «Старые песни о главном» (вместе с Леонидом Парфёновым), «Прямая линия с Владимиром Путиным», «Ночной Дозор», «Дневной Дозор», «След», «Прожекторперисхилтон», «Ирония судьбы. Продолжение», «Викинг», «Вызов», ночных каналов («Новый день» и «Городские пижоны») и многих других.
После вторжения России в Украину в 2022 году находится под международными санкциями 27 стран ЕС, Великобритании, Канады, Швейцарии и ряда других стран за причастность к распространению дезинформации и «антиукраинской пропаганды российских властей».

## Биография

### Ранние годы, образование, работа в науке
Родился 6 февраля 1961 года в Москве. Отец — Лев Константинович Эрнст (8 января 1929 — 26 апреля 2012), советский учёный-биолог, доктор сельскохозяйственных наук, академик ВАСХНИЛ (1975), вице-президент Российской академии сельскохозяйственных наук (РАСХН) (1992—2012), занимался генетикой, биотехнологией, селекцией сельскохозяйственных животных, а также вопросами клонирования. Мать — Светлана Ниловна Голевинова, экономист.
Детство и юные годы Константин провёл в Ленинграде, где его отец работал по назначению руководителем нового научного центра.
В 1978 году окончил среднюю общеобразовательную школу № 35 на Васильевском острове в Ленинграде. В этой же школе училась Таня Савичева (23 января 1930 — 1 июля 1944), которая во время военной блокады Ленинграда вела дневник, ставший одним из скорбных символов Великой Отечественной войны (1941—1945).
В 1983 году окончил зооинженерный факультет Московской сельскохозяйственной академии имени К. А. Тимирязева.
В 1983 году окончил биолого-почвенный факультет Ленинградского государственного университета имени А. А. Жданова.
Получив высшее образование, работал в научно-исследовательских институтах (НИИ), занимался генной инженерией. Был секретарём комитета комсомола одного из НИИ.
Кандидат биологических наук (1986). В возрасте двадцати пяти лет защитил диссертацию по биохимии на тему «Динамика созревания мессенджер-РНК при созревании ооцитов млекопитающих in vitro», после чего получил предложение престижной двухлетней стажировки в Кэмбриджском университете (Великобритания), от которого отказался.
К этому моменту Эрнст уже думал об окончании академической карьеры, чтобы реализовать детскую мечту о работе в кинематографе, поэтому подал заявление об уходе и вскоре вернулся в Москву. Новым местом его работы стало творческое производственное объединение «Видеофильм», где ему доверили снять клип на песню группы «Алиса» — «Аэробика», следующей большой работой в качестве режиссера и продюсера стала документальная кинолента «Радио тишины» (1988), посвящённая концерту группы «Аквариум» и Дэйва Стюарта из Eurythmics в рамках презентации первого американского альбома Бориса Гребенщикова Radio Silence. Прежде Эрнст попытался поступить на Высшие режиссёрские курсы в мастерскую детского кино, которую набирал Ролан Быков, однако из пяти кандидатов, сдавших окончательный экзамен, Быков отсеял кандидатуры Эрнста и Валерия Тодоровского.

### «Взгляд», 1988—1989
В интервью журналу «Афиша», опубликованном 6 июля 2011 года, в рамках проекта «История русских медиа 1989—2011» Константин Эрнст рассказал, что в 1988 году познакомился с Александром Любимовым на дружеской встрече, и тот предложил ему попробовать себя в телепрограмме «Взгляд», которую выпускала молодёжная редакция Центрального телевидения Гостелерадио СССР. Во «Взгляде» Эрнст проработал около двух лет, выступая интервьюером, сценаристом и режиссёром. Его первым сюжетом стало интервью с Ниной Андреевой, для которого они с Евгением Додолевым выдали себя за корреспондентов «Би-би-си».
Кроме того, в 1989 году Эрнст снял короткометражный игровой фильм Homo Duplex и музыкальный видеоклип на песню «Аэробика» из альбома «Шестой лесничий» группы «Алиса», премьера которого состоялась в эфире «Взгляда».

### «Матадор», 1990—1998
В 1989 году заместитель главного редактора молодёжной редакции Центрального телевидения Гостелерадио СССР и руководитель телепрограммы «Взгляд» Анатолий Лысенко предложил Эрнсту начать работать над собственной телепередачей.
Первый выпуск авторской художественно-публицистической культурологической телепрограммы Константина Эрнста «Матадор» вышел в эфир 5 января 1991 года — это была передача, посвящённая преимущественно кинематографу, а также культуре, музыке, моде, рекламе, значимым событиям и творческим людям. Темами выпусков становились Венецианский кинофестиваль, Парижская неделя высокой моды, съёмки фильма «Апокалипсис сегодня», жизнь и творчество кутюрье Пако Рабана, создателя рекламных кампаний Benetton Оливьеро Тоскани, шансонье Сержа Генсбура, киноактрисы Мэрилин Монро, режиссёров Жан-Люка Годара, Вима Вендерса и Райнера Вернера Фассбиндера.
В «Матадоре» Эрнст совмещал функции сценариста, ведущего, режиссёра и продюсера, экспериментировал с подачей материала и иногда перевоплощался в героев выпуска. Нетривиальный подход обеспечил передаче успех у зрителей и высокие оценки представителей телевизионной индустрии, а в «Большом словаре русских прозвищ» Валерия Мокиенко слово «матадор» указано в качестве шутливой, ироничной характеристики Константина Эрнста.
«Матадор» выходил с 1991 по 1995 год, сперва на Первой программе Центрального телевидения, затем на 1-м канале «Останкино» и канале ОРТ. Передача сменила три периода начальной заставки: в 1991-1992, 1992-1993 и 1993-1995 годах. С 1990 по 1992 год передачу выпускала созданная бывшими сотрудниками «Взгляда» телекомпания «ВИD» (Взгляд и другие), после — продюсерский центр «Мастер TV», учреждённый Эрнстом совместно с Леонидом Парфёновым и Игорем Угольниковым. Последний телевизионный выпуск передачи был посвящён Венецианскому карнавалу, съёмки проходили в Венеции 1 марта 1995 года. Вечером после съёмок группе сообщили по телефону, что в Москве был убит бывший сотрудник «Взгляда», сооснователь телекомпании «ВИD» и генеральный директор ОРТ Владислав Листьев. В эфир венецианский выпуск «Матадора» попал 20 мая 1995 года.
После закрытия передачи Эрнст перезапустил «Матадор» в формате одноимённого глянцевого журнала о культуре и искусстве, над которым вместе с ним работали Илья Осколков-Ценципер, Александр Роднянский и Геннадий Йозефавичус. Журнал выходил с 1995 года по декабрь 1998 года, всего было выпущено около 25 номеров. Впоследствии издание часто характеризовали как пример интеллектуального, богемного и некоммерческого «глянца».

### Генеральный продюсер «ОРТ», 1995—2001
В книге «Влад Листьев. Поле чудес в стране дураков» Евгений Додолев отмечал, что в 1990-е годы Константин Эрнст был единственным человеком, к которому Владислав Листьев прислушивался в профессиональных вопросах. Сам Эрнст рассказывал, что накануне приватизации телеканала «Общественное российское телевидение» (ОРТ) по просьбе Листьева готовил концепцию нового телеканала и что Листьев предлагал ему должность заместителя генерального директора — но Эрнст всё ещё рассчитывал уйти с телевидения в кино и ответил отказом. После приватизации ОРТ Листьев и Эрнст вместе с Кириллом Игнатьевым (ставшим впоследствии заместителем генерального директора) занимались сеткой и творческими проектами телеканала. Собранием акционеров 25 января 1995 года Листьев был назначен первым генеральным директором ОРТ.
Спустя чуть более месяца, вечером 1 марта 1995 года, Владислав Листьев был убит в подъезде собственного дома. Кандидатура нового генерального директора телеканала вызвала разногласия среди акционеров, поскольку, в соответствии с уставом, требовался консенсус всех владельцев миноритарных пакетов (49 % акций телеканала принадлежало частным лицам, 51 % акций находился в собственности государства). Один из основных миноритариев канала Борис Березовский предложил пост гендиректора Эрнсту, с которым его познакомил Валентин Юмашев, но телеведущий ответил отказом — в интервью, посвящённом 20-летию со дня смерти Листьева, Эрнст пояснил, что той весной планировал начать съёмки собственного фильма на киностудии «Мосфильм». Однако спустя несколько месяцев он изменил решение и согласился занять только что созданную в штате руководства ОРТ должность генерального продюсера, а впоследствии объяснил свой выбор падением качества телепродукции при новом руководстве, в которое вошли люди, ранее не имевшие отношения к телепроизводству.
Став генеральным продюсером в июне 1995 года, Эрнст получил возможность определять программную политику ОРТ и начал реорганизацию, которая затронула как сетку вещания, так и отношения телеканала с поставщиками телевизионных программ. В частности, телеканал отказался от продления заключённых ранее договорённостей о пакетном приобретении телепрограмм у Ассоциации независимых телепроизводителей, установил собственную ценовую политику и учредил собственную селлерскую компанию «ОРТ-Реклама». Введённый Эрнстом подход к формированию сетки вещания начал учитывать аудиторию, которую ОРТ планировало переманивать у других каналов в конкретное время суток. Эрнст также привлёк на должность продюсера по кинопрограммам бывшего научного сотрудника Государственного центрального музея кино и Государственного института искусствознания, читавшего лекции по киноведению во ВГИКе, в Нью-Йоркском университете и на Высших курсах сценаристов и режиссёров (ВКСР) Анатолия Максимова, с которым уже сотрудничал в «Матадоре». Вместе с Максимовым он разработал для ОРТ концепцию кинопоказа.
Уже в должности генерального продюсера, в 1995 и 1996 годах Эрнст выступил продюсером серии социальных рекламных видеороликов «Русский проект», снятых Денисом Евстигнеевым. В 1995—1997 годах вместе с Леонидом Парфёновым Эрнст придумал формат новогоднего музыкального телефильма «Старые песни о главном» и выступил сценаристом и сопродюсером цикла этих телевизионных шоу. Впоследствии новогодние шоу с ремейками популярных песен советской эстрады стали для ОРТ традиционным форматом новогоднего эфира.
В 1996 году Константин Эрнст стал действительным членом Фонда «Академия российского телевидения» (Фонда «АРТ») и последующие два года вёл церемонии вручения учреждённой академией телевизионной премии «ТЭФИ». Сам он впервые стал лауреатом этой премии в 1998 году в номинации «Лучшая продюсерская работа» за музыкальный телевизионный фильм «Старые песни о главном 3».

### Генеральный директор «ОРТ» и «Первого канала» (с 1999 года)

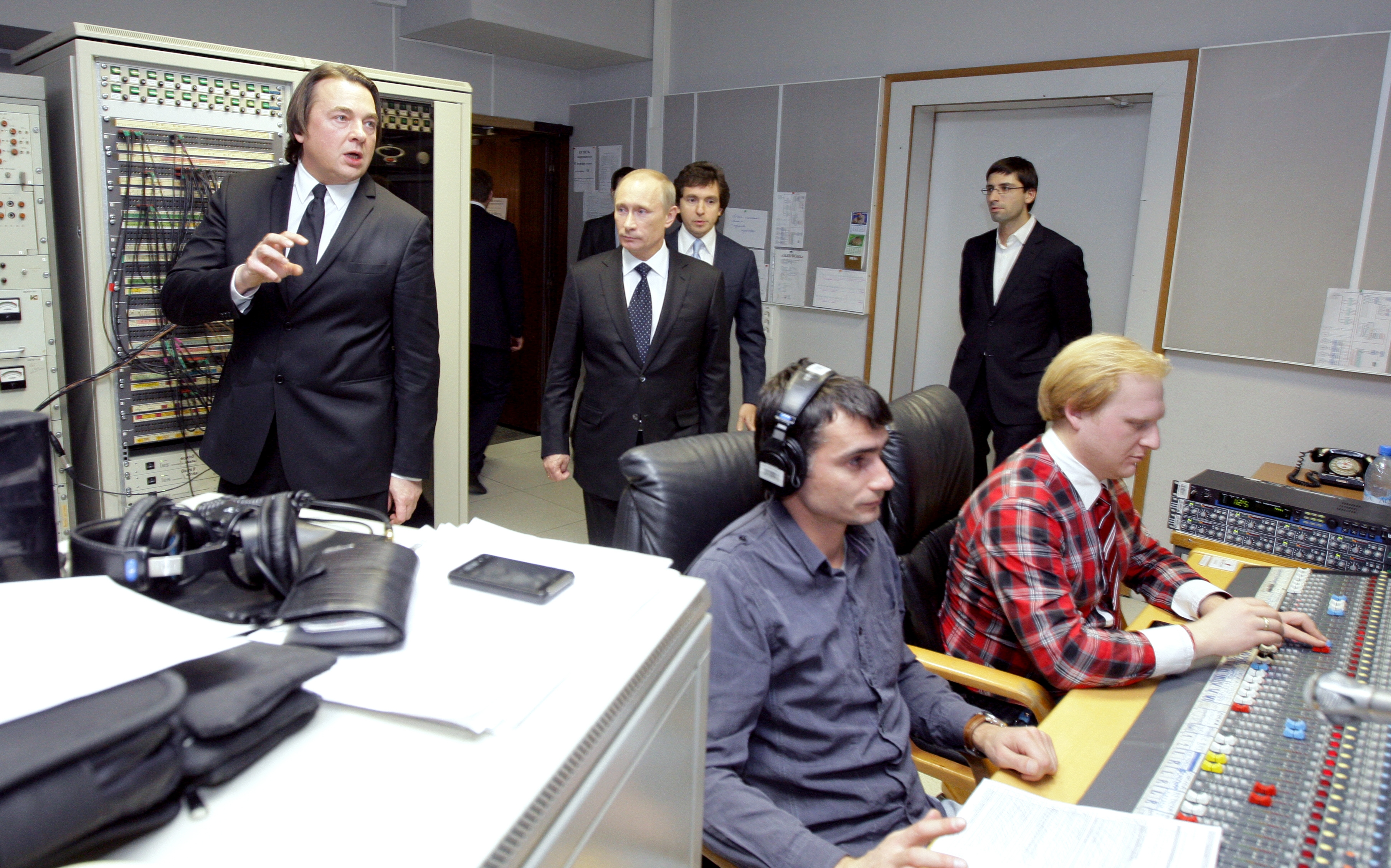
Константин Эрнст показывает Владимиру Путину аппаратную «Первого канала» в телецентре «Останкино», 3 февраля 2011 года

После отставки Игоря Шабдурасулова, который возглавлял ОРТ с октября 1998 года, 3 сентября 1999 года Эрнст стал временно исполняющим обязанности директора телекомпании с сохранением должности главного продюсера. По рекомендации Шабдурасулова, предложению Президента Российской Федерации Бориса Ельцина и при поддержке Бориса Березовского собрание акционеров телекомпании 6 октября 1999 года назначило Эрнста новым генеральным директором ОРТ. До июля 2001 года Эрнст совмещал обязанности директора и продюсера, после чего пост главного продюсера ОРТ занял Александр Файфман. В интервью Евгению Левковичу, датируемому 2008 годом, Эрнст утверждал, что хотел в 1999 году уйти из ОРТ, но опасался, что в таком случае «канал превратится в чёрт знает что».
На момент назначения Эрнста генеральным директором Березовский фактически контролировал информационную политику телеканала через Дирекцию информационных программ, которую летом 1999 года возглавила лояльная ему Татьяна Кошкарёва, но вскоре ситуация переменилась. После начала серьёзных разногласий между бизнесменом и новым президентом России Владимиром Путиным Березовский был лишён рычагов влияния на тележурналистов и вынужденно продал акции ОРТ Роману Абрамовичу. В дальнейшем канал покинули все близкие ему менеджеры. В показаниях, данных в Высоком суде Лондона в рамках рассмотрения иска Березовского к Абрамовичу в 2011 году, бывший глава Администрации Президента Российской Федерации Александр Волошин утверждал, что целью давления на Березовского в 2000 году было избавление генерального директора канала от его неформального влияния. По словам Волошина, после этого «Эрнст сам всё расставил по своим местам».
По инициативе Эрнста 29 июля 2002 года годовое собрание акционеров ОРТ проголосовало за возвращение телеканалу исторического названия «Первый канал». Эрнст мотивировал смену названия несоответствием правового статуса канала понятию общественного телевидения. Право на торговую марку ОРТ сохранилось за ОАО «Первый канал». Эрнст рассматривал возможность создать под этим брендом площадку для отработки новых проектов и участия в конкурсах на вещание на дециметровых волнах.
В качестве генерального директора «Первого канала» Константин Эрнст стал одним из наиболее влиятельных людей на российском телевидении, признанным новатором во внедрении новых подходов к работе с телеаудиторией. Широкий резонанс вызвало выступление Эрнста на международном телерынке MIPCOM в октябре 2011 года, в котором он описал свое видение будущих перспектив телевидения. В 2017 году американский еженедельник о шоу-бизнесе Variety включил Эрнста в список 500 наиболее влиятельных людей в мировом шоу-бизнесе.
Вертикальное программирование
Эрнст был инициатором эксперимента по переводу вечернего эфира «Первого канала» на вертикальное программирование в 2010 году. При этом подходе, распространённом в США и некоторых странах Европы, новые эпизоды сериалов выходят 1 раз в неделю в определённое время, что экономически целесообразно для телеканалов и производителей телешоу. В осеннем сезоне «Первый канал» представил в «вертикальном» формате сразу четыре новых сериала («Побег», «Гаражи», «Голоса» и «Банды»). Новый эпизод каждого сериала выходил раз в неделю в определённый день с понедельника по четверг. По словам Эрнста, эксперимент был призван привлечь тех, кто системно не смотрит телевизор, но готов выделить время на эпизод интересующего шоу. Новые сериалы показали сравнительно низкие для «Первого канала» рейтинги, и после окончания отснятых эпизодов телеканал вернулся к горизонтальному программированию (которое предполагает показ шоу «потоком»). В интервью Юрию Сапрыкину Эрнст отмечал, что считает попытку удачной, но условием следующей попытки введения вертикального программирования назвал участие других крупных российских телеканалов. Эксперимент Эрнста получил высокую оценку коллег, а генеральный директор СТС Вячеслав Муругов и возглавлявший ТНТ Роман Петренко поделились с журналистами возможными планами по введению вертикального программирования эфира выходного дня на основе опыта «Первого канала».
Вечерний и ночной эфир
Заметной разработкой Эрнста стала концепция вечернего и ночного эфира, которая с 2008 года позволила привлечь к телесмотрению молодую аудиторию, которая перешла в интернет. В вечернем прайм-тайме были выпущены новые юмористические шоу: пародийная «Большая разница» и информационно-развлекательный «Прожекторпэрисхилтон», в эфире которого Иван Ургант, Сергей Светлаков, Гарик Мартиросян и Александр Цекало в ироничной форме обсуждали главные темы прошедшей недели. Шоу пользовалось большой популярностью и четыре раза подряд было лауреатом премии «ТЭФИ», но было закрыто после перехода Светлакова и Мартиросяна на ТНТ в 2014 году.
Другой значимой инициативой стал ночной эфир «Городские пижоны», который позиционировался как проект для образованной молодой аудитории из крупных городов. В рамках «Пижонов» канал переводил и выпускал телесериалы и многосерийные фильмы, подобранные на основе статистики поисковых запросов, скачивания и интереса блогеров. В ночном эфире «Первого» выходили сериалы «Офис», Californication, «Грязные мокрые деньги», «Шерлок», «Подпольная империя», «Карточный домик», «Перевозчик» и др., а также документальные фильмы о деятелях искусства и культуры. Проект был успешным, сериалы получили высокие рейтинги, с 2008 по 2018 год «Городские пижоны» выходили в эфире каждый год (за исключением 2012 года).
Шаг в сторону молодой телеаудитории нашёл отражение в рекламной стратегии «Первого канала». С января 2012 года телеканал перешёл на продажу рекламы по аудитории 14—59 лет вместо применявшейся ранее «старше 18 лет», таким образом сделав акцент на наиболее привлекательный для рекламодателей сегмент.
Измерение телесмотрения
В качестве главы ОРТ, а затем «Первого канала» Эрнст был последовательными критиком технологии сбора статистики о телесмотрении с помощью пиплметров, на которую опирался крупнейший измеритель TNS Gallup Media (в дальнейшем — TNS Russia). Технологию он считал устаревшей, собранные данные — нерепрезентативными и ангажированными. В частности, Эрнст был уверен, что TNS системно занижал рейтинги телешоу и сериалов канала. В 2002 году «Первый» запустил собственную службу измерения аудитории по технологии CATI (сбор информации о телесмотрении посредством телефонных опросов), с 2005 — прекратил сотрудничество с TNS, став единственным крупным телеканалом, который не работал с измерителем. При этом сам Эрнст выступая в ноябре 2006 года на сессии Национальной ассоциации телевещателей оценивал потери аудитории в 15–25%. В 2003—2004 годах по инициативе Эрнста некоммерческое партнёрство телеканалов, рекламных агентств и рекламодателей «Медиакомитет» провело два тендера на выбор единого медиаизмерителя, но определить победителя не получилось. В 2014 году созданный при участии канала «Индустриальный комитет по телеизмерению» планировал ещё один конкурс, но из-за кризиса было решено от него отказаться.
На протяжении этих лет измеритель безуспешно пытался восстановить сотрудничество с «Первым каналом». После вступления в силу закона, запрещающего иностранным компаниям заниматься измерением телеаудитории, TNS Russia был продан дочерней структуре ВЦИОМа, которая развивала собственные технологии измерения телесмотрения. В 2017 году измеритель, переименованный в Mediascope, смог договориться с «Первым», пообещав возможность влиять на стратегию развития компании и методику замеров аудитории. В 2019 году Эрнст официально объявил об окончании конфликта и выразил надежду на дальнейший переход от пиплметров к современным инструментам измерения телесмотрения.
Телеблаготворительность
«Российская газета» отмечала персональный вклад Эрнста в развитие в России благотворительности в телевизионном формате. Первые крупные проекты были запущены совместно с «Русфондом» в 2011 году. Знаковым для канала стал 10-часовой телемарафон, в ходе которого ведущие и телезвёзды собирали пожертвования в помощь пострадавшим наводнения на Дальнем Востоке. С 2014 года «Первый» начал перечислять средства, полученные в ходе платного SMS-голосования в шоу «Голос», в благотворительные фонды. Корреспондент отдела культуры «Московского комсомольца» Ян Смирницкий отмечал, что именно «Первый канал» запустил тренд на благотворительность на телевидении, сделал её массовой и простой для доноров. Поздравляя «Первый канал» с 20-летием в 2015 году, премьер-министр Дмитрий Медведев отдельно отметил благотворительные акции телеканала, которые назвал достойными самых высоких рейтингов. Спустя год Эрнст был отмечен всероссийской премией в области благотворительности для печатных и электронных СМИ «В союзе слова и добра» с формулировкой «За постоянную работу, обеспечивающую поддержку культуры благотворительности в России».

### Прочее

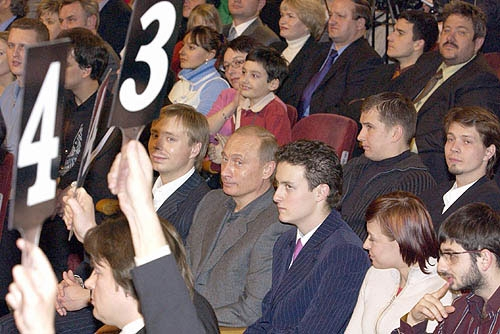
Константин Эрнст (в левом нижнем углу) в жюри КВН

В 1999—2005 годах Эрнст был генеральным директором российского лейбла звукозаписи REAL Records, созданного на месте «ОРТ-Рекордс». Позднее он уступил директорское кресло Алёне Михайловой, был президентом компании, а после выхода иностранных акционеров — совладельцем. За этот период под лейблом Real Records и его сублейблом Iceberg Music вышли более 300 альбомов, в том числе записи Валерия Меладзе, «Сплина», «Чайфа», «Мумий Тролля», группы «Кино» и прочих; в карьере некоторых из них (например, Земфиры) сотрудничество с Real Records сыграло большую роль.
На протяжении многих лет Эрнст занимает пост председателя жюри Высшей лиги КВН — одной из популярных передач «Первого канала».
По данным «Архива Пандоры», опубликованного в 2021 году Международным консорциумом журналистов-расследователей, Эрнст с 2014 года является бенефециаром 47 % офшорной компании Moscow Dvorik Ltd, зарегистрированной на Британских Виргинских островах. 16 миллионов долларов на покупку этой доли занял принадлежащей Эрнсту компании Haldis Corporation кипрский RCB Bank, одним из основных владельцев которого является российский государственный банк ВТБ. Также в 2014 году мэрия Москвы провела аукцион по продаже 39 кинотеатров в спальных районах Москвы, которые были проданы, как пишет Радио «Свобода», без реальных торгов и по минимальной цене, составившей 9,6 миллиарда рублей. Приобретателем стала компания «Эдисонэнерго», через одну из кипрских фирм принадлежащая Moscow Dvorik Ltd. Компания «Эдисонэнерго» занялась сносом этих кинотеатров советского периода и постройкой на их месте торговых центров. Источники BBC считают, что этот офшор Эрнст получил за успешную работу на зимних Олимпийских играх в Сочи. Эрнст подтвердил участие в проекте, заявив, что не совершал ничего противозаконного, но отверг предположение о том, что получение доли в офшоре связано с деятельностью на Олимпийских играх.
4 апреля 2013 года на сайте журнала «Сноб» появилось интервью журналиста Евгения Левковича с Эрнстом от 2008 года, в котором Константин Львович затрагивал ряд острых вопросов, начиная от собственной деятельности на посту гендиректора и заканчивая цензурой на телевидении. Согласно Левковичу, на вопрос об убийстве Владислава Листьева Эрнст ответил, что при всей своей неприязни к Борису Березовскому он не считает его заказчиком убийства. Со слов Левковича, Эрнст попросил остановить запись интервью на диктофон, после чего назвал сенатора и продюсера Сергея Лисовского в качестве заказчика. После разразившегося скандала «Сноб» удалил материал со своего сайта, однако текст интервью с учётом его повышенной значимости был воспроизведён газетой «Коммерсантъ». Эрнст позже в интервью радиостанции «Эхо Москвы» опровергал слова о Лисовском, заявив, что не говорил этого «ни под запись, ни без записи».

## Общественная деятельность

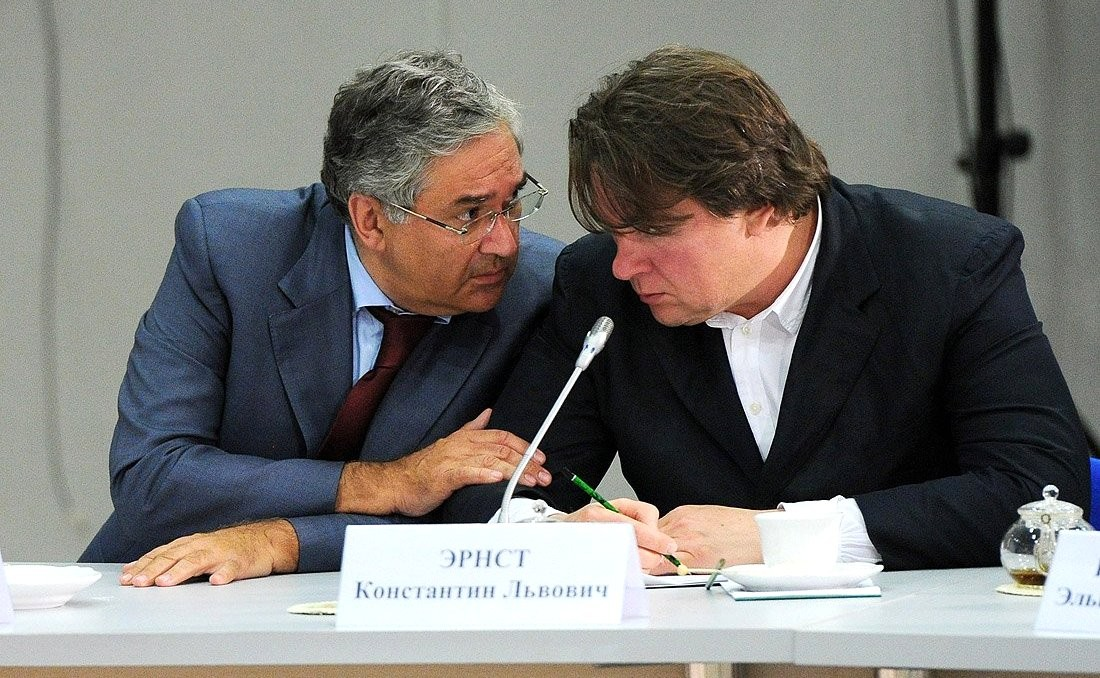
Константин Эрнст и генеральный директор ВГТРК Олег Добродеев на совещании по вопросам развития отечественного кинематографа, 2013 год

В качестве генерального директора телеканала Эрнст участвовал в деятельности общественных и отраслевых объединений и организаций. В мае 2002 года он стал действительным членом, Национальной академии кинематографических искусств и наук, а летом возглавил новообразованный Индустриальный комитет — объединение, предназначенное для представления интересов медиаотрасли в органах власти и лоббировании значимых для участников инициатив. Помимо Эрнста, учредителями Комитета выступили руководители телеканалов ВГТРК, НТВ, СТС, REN-TV, ТВЦ и некоммерческого партнёрства «Медиа-социум», радиостанций «Европа Плюс» и «Маяк», главные редакторы «Известий», «Газеты», «Московских новостей» и журнала Cosmopolitan, представители информационного агентства ИТАР-ТАСС, Национальной ассоциации телерадиовещателей, общероссийской ассоциации работников СМИ «Медиасоюз», «Русской медиагруппы» и компании Video International. В 2002—2003 годах Комитет выступал с предложениями поправок к закону «О средствах массовой информации» и разрабатывал профессиональные этические нормы.
Кроме того, в 2005 году Эрнст вошёл в попечительский совет фестиваля «Кинотавр», в 2008 — в попечительский совет Высшей школы телевидения Московского государственного университета, в 2009 году — в правительственный Совет по развитию отечественной кинематографии под председательством премьер-министра Владимира Путина, а в 2013 году — в общественный совет Государственного центрального музея кино, учреждённый Министерством культуры для поддержки культурной институции.
В 2024 году вошёл в Совет при президенте Российской Федерации по культуре и искусству.

## Продюсерские проекты

### Телевидение
Русский проект
«Русский проект» — серия социальных рекламных видеороликов, спродюсированная Эрнстом, Денисом Евстигнеевым и Петром Луциком в 1995—1996 годах и транслировавшаяся в эфире ОРТ. Евстигнеев рассказывал журналистам, что написал первые два сценария для конкурса микрофильмов к 50-летию победы в Великой Отечественной войне, но они не подошли по формату, а один из текстов случайно попал на стол Эрнсту. Идея понравилась недавно назначенному главному продюсеру, и тот предложил Евстигнееву совместно снять целую серию коротких роликов о жизненных ценностях с участием популярных советских и российских актёров. Предполагавшийся к выпуску как реклама телеканала ОРТ, «Русский проект» вышел за рамки первоначальной задумки и стал первой в России социальной рекламой, а некоторые критики усмотрели в нём успешную творческую формулировку национальной идентичности.

### Кинофильмы
В качестве кинопродюсера Эрнст впервые выступил в 1998 году, став сопродюсером фильма Александра Рогожкина «Блокпост» и киноленты «Мама» Дениса Евстигнеева. Фильмы имели большой успех в России и за рубежом, получили высокие отзывы кинокритиков и награды российских и международных кинофестивалей. Не ориентированные на кинопрокат, они распространялись на видеокассетах, производством которых занималась зарегистрированная в октябре 1996 года компания ЗАО «ОРТ-Видео». Продолжая сотрудничество с режиссёрами, в 2000 году Эрнст выступил продюсером нового фильма Рогожкина «Особенности национальной охоты в зимний период», а в 2002 — сопродюсером картины Евстигнеева «Займёмся любовью», который стал первой российской кинолентой, изучавшей тему секса и молодёжной культуры.
В 2004 году Эрнст и Анатолий Максимов, по приглашению Эрнста возглавившего кинопоказ ОРТ в 1995 году, сформировали продюсерский тандем и совместно выпустили несколько коммерчески успешных фильмов, первоначально задуманных как телевизионные проекты. За драмой о моряках-подводниках «72 метра», окупившейся за счёт многосерийной телевизионной версии, последовали «Ночной дозор», «Турецкий гамбит», «Дневной дозор» и «Ирония судьбы. Продолжение», раз за разом повышавшие планку сборов в прокате. Сотрудничество с Эрнстом и Максимовым дало толчок кинокарьере режиссёра Тимура Бекмамбетова — после успеха дилогии «Дозоры» он получил от кинокомпании Universal Studios приглашение снимать в Соединённых Штатах боевик «Особо опасен».
После серии кассовых блокбастеров Эрнст принял участие в работе над экспериментальными проектами — мультипликационным фильмом «Моя любовь» режиссёра Александра Петрова, номинированным на премию «Оскар» в 2008 году; полнометражным мультфильмом «Про Федота-стрельца, удалого молодца»; фильмом Сергея Соловьёва «Анна Каренина», картиной Алексея Учителя «Край», получившей номинацию на «Золотой глобус» и криминальной драмой «Чужая», снятой по сценарию писателя-контркультурщика Владимира «Адольфыча» Нестеренко.
В 2011 году вышел ещё один фильм Эрнста и Максимова — байопик «Высоцкий. Спасибо, что живой» по сценарию сына поэта Никиты Высоцкого. Работа над фильмом длилась 5 лет, в ней участвовали режиссёры Александра Митта и Игорь Волошин, а непосредственно съёмками занимался Пётр Буслов. Ещё одним «долгостроем» стал фильм «Викинг», над которым Эрнст и Максимов работали 7 лет. Премьера киноленты состоялась 29 декабря 2016 года. Историческая драма стала первой российской картиной, которая вошла в общемировую десятку самых кассовых лент уик-энда.
Ночной Дозор
Работа над фильмом «Ночной Дозор» по мотивам одноимённого романа Сергея Лукьяненко принесла Эрнсту широкую известность в качестве кинопродюсера. Именно Эрнст, по словам режиссёра кинолетны Тимура Бекмамбетова, принадлежала идея сделать по мотивам «Дозора» большое кино с переработанным сценарием и современными технологиями съёмки. Эрнст же отмечал, что изначально видел в режиссёрском кресле только Бекмамбетова и год уговаривал старого знакомого (ещё со времён «Матадора») взяться за проект.
Вышедший в прокат 8 июля 2004 года, «Ночной Дозор» за неделю стал самым кассовым российским фильмом. Коммерческий успех картины заинтересовал дочернюю компанию студии «XX век Фокс» Fox Searchlight, и в августе она приобрела права на мировой прокат кинофильма и его сиквелов за 4 миллиона долларов. Совокупные сборы картины составили 34 миллиона долларов, в том числе 16 миллионов в России. Осенью Национальная академия кинематографических искусств и наук выдвинула фильм на соискание премии «Оскар» в номинации фильмов на иностранном языке.
В числе главных причин успеха фильма участники кинорынка отмечали продюсерскую работу, беспрецедентную для российского кинорынка рекламную кампанию и информационное сопровождение работы над фильмом, обеспеченное «Первым каналом». Состоявшийся осенью 2004 года форум «Кино Экспо» признал Эрнста человеком года в кинобизнесе, а осенью 2005 года Эрнст и Максимов в амплуа кинопродюсеров получили ежегодную премию журнала GQ в номинации «Открытие года». В прессе «Ночной Дозор» получил характеристику «первого российского блокбастера» и переломного момента в истории отечественного кинематографа, а в перспективе нескольких лет его успех спровоцировал значительный рост инвестиций в кинопроизводство.

### Мероприятия
Евровидение — 2009
В число продюсерских работ Эрнста, отмеченных профессиональным сообществом, входит конкурс «Евровидение — 2009» в Москве, заместителем председателя оргкомитета которого он был назначен в августе 2008 года. В рамках конкурса «Первый канал» стал площадкой для отбора представителя России на «Евровидении» и выступил каналом-вещателем выступлений участников. Аудитория «Евровидения — 2009» в Европе составила рекордные для конкурса 122 миллиона человек; по данным TNS Russia, прямую трансляцию финала конкурса в России посмотрели 55,5 % всех телезрителей того дня (входящих в рецензируемую группу от 14 до 59 лет). Участие Эрнста в организации конкурса было отмечено почётной грамотой, вручённой президентом России Дмитрием Медведевым, а телевизионная трансляция получила 5 премий «ТЭФИ», включая награду в категории «Продюсер телевизионной программы».
Церемонии открытия и закрытия XXII Зимних Олимпийских игр
В 2014 году Эрнст выступил креативным продюсером и автором сценариев церемоний открытия и закрытия зимних Олимпийских игр в Сочи. В интервью он рассказывал, что в 2011 году вместе с художником-постановщиком Георгием Цыпиным и режиссёром-постановщиком Андреем Болтенко направил сценарий на конкурс, объявленный оргкомитетом «Сочи 2014», а жюри выбрало их сценарий из числа предложенных. По словам продюсера Андрея Насоновского, которого Эрнст пригласил на должность генерального директора специально учреждённого Агентства по проведению церемоний, Эрнст взял на себя полное руководство рабочим процессом и все сопутствующие риски. Под его началом над представлением работали 12 тысяч человек из разных стран. Специально для церемонии открытия были внесены изменения в проект олимпийского стадиона Фишт: над открытым полем был возведён купол, на перекрытиях которого монтировались конструкции для подъёма людей и объектов в воздух.
Следуя традиции, церемония открытия Олимпиады в Сочи была посвящена истории и культуре страны-хозяйки: она началась с аллегорического представления разнообразия российской природы, продолжилась фильмом о символической связи России и Греции, а смена исторических эпох была преподнесена через отражающие их произведения искусства. Журналисты высоко оценили представление истории XX века, рассказанной языком русского авангарда, а впоследствии директор Государственной Третьяковской галереи Зельфира Трегулова отдельно отмечала роль церемонии в росте интереса к представленным в собрании музея работам художников-авангардистов, который, по её словам, подтверждается статистикой продаж билетов. В сценарий церемонии не вошла минута молчания, которой Эрнст планировал проиллюстрировать годы Великой Отечественной войны: он исключил её по настоянию Международного Олимпийского комитета.
Вклад Эрнста в подготовку церемоний был отмечен государством и творческим сообществом. В марте 2014 года президент России Владимир Путин вручил Эрнсту орден «За заслуги перед Отечеством» II степени. В сентябре журнал GQ присвоил ему звания «Человека года» и «Продюсера года», а проект «Сноб» вручил премию «Сделано в России — 2014». Сама церемония была удостоена гран-при национальной премии «Событие года», российской общенациональной телевизионной премии «Тэфи», четырёх номинаций на «Эмми» и одной награды за световое оформление. В апреле 2015 года стало известно, что оргкомитет XXIII зимних Олимпийских игр в Пхёнчхане пригласил Эрнста на роль консультанта в подготовке церемоний открытия и закрытия зимних Олимпийских игр 2018 года.
Парад Победы и Парад ВМФ
Эрнст — руководитель трансляций крупных государственных мероприятий, таких как парад в День Военно-Морского Флота в Санкт-Петербурге и Парад Победы в Москве. Журналист The New Yorker отмечал заслугу Эрнста в преобразовании прямых трансляций этих событий в масштабные и эффектные шоу. Так, для съёмки парада в честь дня ВМФ в 2017 году были задействованы почти 70 телекамер, размещённых на крышах главных городских достопримечательностей, на фортах Кронштадта, на кранах, тросах, дронах, вертолётах, на моторных лодках, которые кружили вокруг кораблей ВМФ, на фюзеляжах и в кабинах боевых самолётов. По числу зрителей трансляция парада обошла даже церемонию открытия Олимпийских игр в Сочи, а «Российская газета» сравнила её масштаб и красочность с фильмом Кристофера Нолана «Дюнкерк». Над трансляцией Парада Победы в 2020 году работали более 800 человек, а съёмка велась с камер, установленных на самолётах, в брусчатке, на тросах, протянутых над площадью, на небольших роботах, которые двигались вдоль марширующих колонн.

## Личная жизнь

### Происхождение
По отцовской линии происходит из семьи потомственных железнодорожников. Его отец, учёный-животновод, генетик, был первым исключением из этого ряда.
- Прапрадед — Лео Эрнст, немец, машинист; приехал из Германии во Владимирскую губернию с постройкой Московско-Нижегородской железной дороги. Женился на русской, обрусел[195][3].
- Прадед — Николай Львович Эрнст, старший телеграфист на станции Мстёра[195][3].
- Прадед — Иван Михайлович Веренников, старший телеграфист на станции Сеньково[195][3].
- Дед — Константин Николаевич Эрнст, последовательно начальник станции Крестниково, начальник станции Ковров, начальник отделения железной дороги во Владимире, начальник отделения железной дороги в Шахунье, начальник отделения железной дороги в Кирове, начальник отделения движения Горьковской железной дороги[195].
- Бабушка — Зоя Ивановна Веренникова, начальник отделения связи Горьковской железной дороги[195].
- Отец — Лев Константинович Эрнст (1929—2012), советский учёный-биолог, доктор сельскохозяйственных наук, академик ВАСХНИЛ (1975), вице-президент Российской академии сельскохозяйственных наук (РАСХН) (1992—2012), занимался генетикой, биотехнологией, селекцией сельскохозяйственных животных, а также вопросами клонирования[3].
- Мать — Светлана Ниловна[4] Голевинова[6], экономист.

### Семья
Он встречался с театральным критиком Анной Силюнас. У них родилась дочь Александра, которая носит фамилию отца.
С 1998 по 2010 год Эрнст встречался с продюсером Ларисой Синельщиковой, возглавлявшей «ВИD», а затем созданную на его базе компанию «Красный квадрат». Светская периодика неоднократно называла Синельщикову супругой Эрнста, но в браке они не состояли. Приёмных сына Игоря и дочь Анастасию Константин растил как своих.
С 2014 года Эрнст состоит в отношениях с Софьей Павловной Заикой, бывшей сотрудницей модного дома Ульяны Сергеенко. В 2017 году пара узаконила отношения. С 2015 года Софья стала сниматься в кинофильмах и телесериалах, включая спродюсированные при участии «Первого канала» проекты («Таинственная страсть», «Викинг», «Союз спасения», «Угрюм-река», «Любовь Советского Союза»); в 2018 году окончила Школу-студию МХАТ и была принята в труппу МХТ им. Чехова. У Константина и Софьи трое детей: дочери Эрика (2016 г. р.) и Кира (2017 г. р.) и сын Лев (2020 г. р.).

### Хобби
Один из крупнейших собирателей редких книг и графики. Член Национального союза библиофилов. Увлечённый коллекционер комиксов. Главный редактор «Эха Москвы» Алексей Венедиктов в интервью признавался, что разделяет увлечение главы «Первого канала» и по-дружески соревнуется с ним в покупке новых изданий.

### Прочее
После убийства Владислава Листьева, произошедшего в 1995 году, Эрнст решил нанять себе охрану, чтобы не повторить судьбу Листьева. По его словам, в самом начале работы на ОРТ кто-то «для острастки» обстрелял ночью его квартиру на втором этаже, вдребезги разбив выстрелом оконное стекло.

## Оценки
В декабре 2019 года интернет-издание «Медуза» опубликовала статью специального корреспондента Анастасии Яковлевой, посвящённую финансовым проблемам «Первого канала». Со ссылкой на многочисленных собеседников, связанных с телевизионной отраслью, автор обозначила обстоятельства, которые способствовали росту долгов главного телеканала страны. Так, из статьи следовало, что с 1990-х годов власти избегали обязательств оплачивать работу сразу двух федеральных телеканалов, и если государственный ВГТРК ежегодно получал щедрые субсидии, «Первый» (принадлежавший государству на 51 %) с 2000 года получил господдержку только три раза — в 2015, 2017 и 2019 годах и в несоизмеримо меньшем объёме. По каналу сильно ударили падение рекламного рынка и обвал рубля как следствие международных санкций за аннексию Крыма Россией. Ряд собеседников «Медузы» отмечали, что свою роль в кризисе сыграли управленческие решения Эрнста, «слишком творчески жадного, чтобы быть хорошим бизнесменом». В благополучные 2000-е и вплоть до 2014 года «Первый канал» не сильно беспокоился о расходах и вкладывал большие средства в контент: заказывал пилоты телесериалов, запускал шоу по лицензии, ставил в эфир неформатные и экспериментальные телепроекты. Поэтому вынужденная экономия после 2014 года сильнее, чем у остальных, сказалась на его рейтингах и рекламных доходах. Возможной причиной проблем «Первого канала» с получением субсидий собеседники издания также назвали натянутые отношения между Эрнстом и первым замглавы администрации президента Алексеем Громовым, курирующим работу с крупнейшими СМИ. Эрнст намного менее компромиссен, чем глава ВГТРК Олег Добродеев, и поэтому, считают источники, чиновник использует финансы для давления на него.
В опубликованной журналом The New Yorker статье «Креативный директор Кремля» (англ. The Kremlin’s Creative Director) московский корреспондент издания Джошуа Яффа подчеркнул роль Эрнста в формировании визуального стиля политической жизни страны при Владимире Путине. Так, Эрнсту принадлежала идея переноса церемонии инаугурации президента из модернистского Государственного Кремлёвского дворца в парадный Андреевский зал Большого Кремлёвского дворца. Он же был автором идеи прямой линии с Владимиром Путиным, в ходе которой тот на протяжении нескольких часов отвечал на вопросы граждан. Государственные мероприятия, такие как Парад Победы, силами Эрнста превратились в масштабные постановки со сложной операторской работой, а церемонии открытия и закрытия Олимпиады в Сочи — демонстрацией включённости России в мировой культурный контекст. Яффа также отметил вклад Эрнста в творческую составляющую эфира «Первого канала», в том числе фильмы, сериалы и телепередачи на более острые темы, чем можно было ожидать от государственного телеканала. Журналист также привёл слова Юлии Панкратовой (ведущей новостей «Первого канала» в 2006—2013 годах), которая подчёркивала непреложный редакционный стандарт: можно заниматься пропагандой, но нельзя опуститься ниже определённого уровня. Отмечая этатистские взгляды Эрнста, журналист подчеркнул, что даже транслируя официальный нарратив, «Первый канал» делает это умеренно и со вкусом в сравнении с конкурентами — ВГТРК и НТВ.

### Конфликт с Земфирой
В качестве музыкального сопровождения церемонии открытия Олимпиады в Сочи 7 февраля 2014 года использовались известные произведения российских музыкантов, в том числе ремикс на композицию Земфиры «Хочешь?». Певица, которая надеялась лично выступить на открытии, обвинила Эрнста и других организаторов в нарушении авторских прав. Поддержки претензии Земфиры не получили: многие сочли это попыткой напомнить о себе в контексте игр. Юрист, который комментировал ситуацию для «Радио Свобода», отметил, что российский закон допускает использование произведений без согласия автора и вознаграждения в ходе официальных мероприятий. По словам Эрнста, он пытался урегулировать конфликт по телефону, но певица не взяла трубку. Позднее Земфира отказалась от обвинений, а её представитель сообщил, что причиной недовольства стало воспроизведение ремикса, а не оригинала.

## Признание заслуг

#### Государственные награды, премии, звания

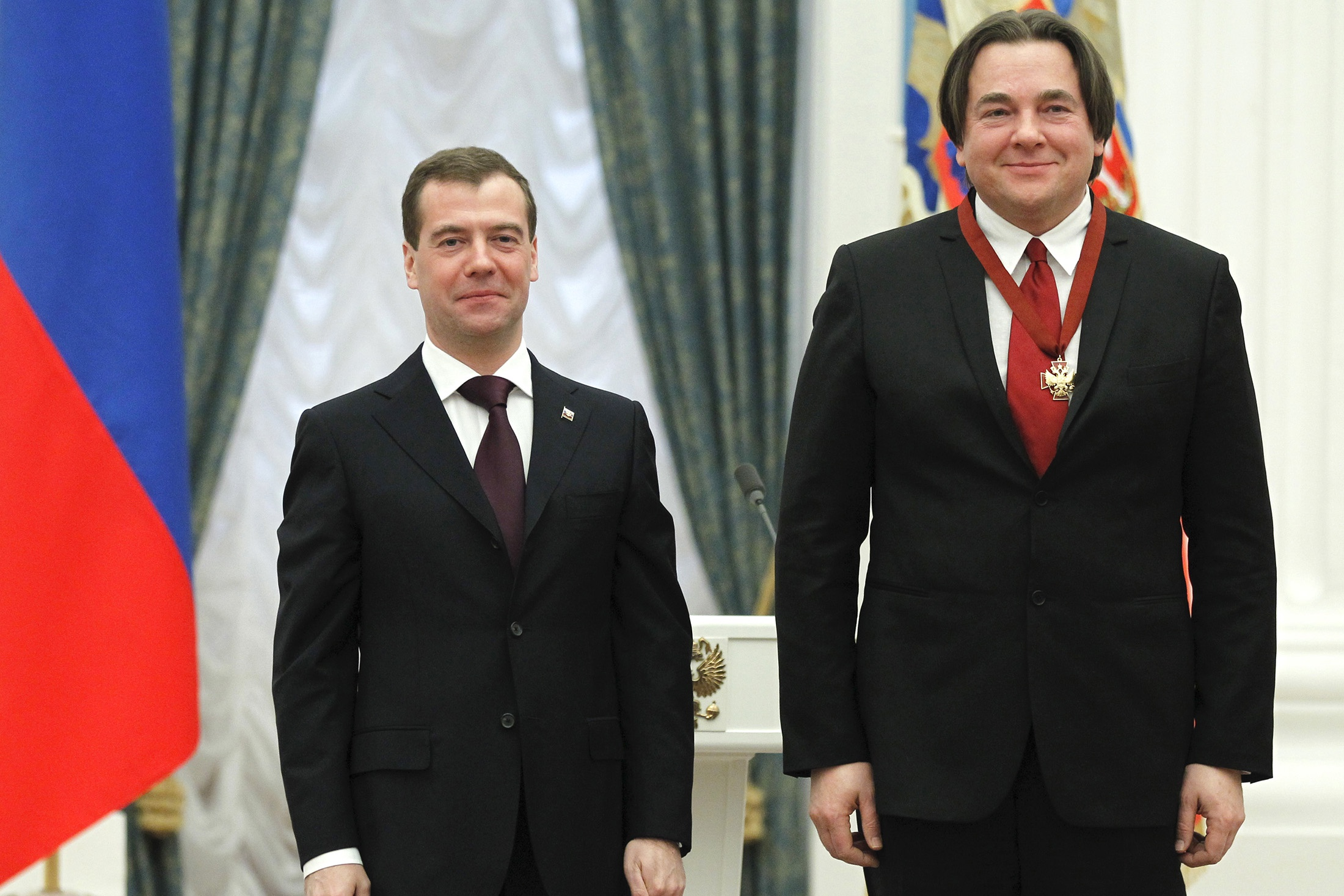
Президент России Дмитрий Медведев награждает Константина Эрнста орденом «За заслуги перед Отечеством» III степени. Москва, Кремль, 21 февраля 2011 года.

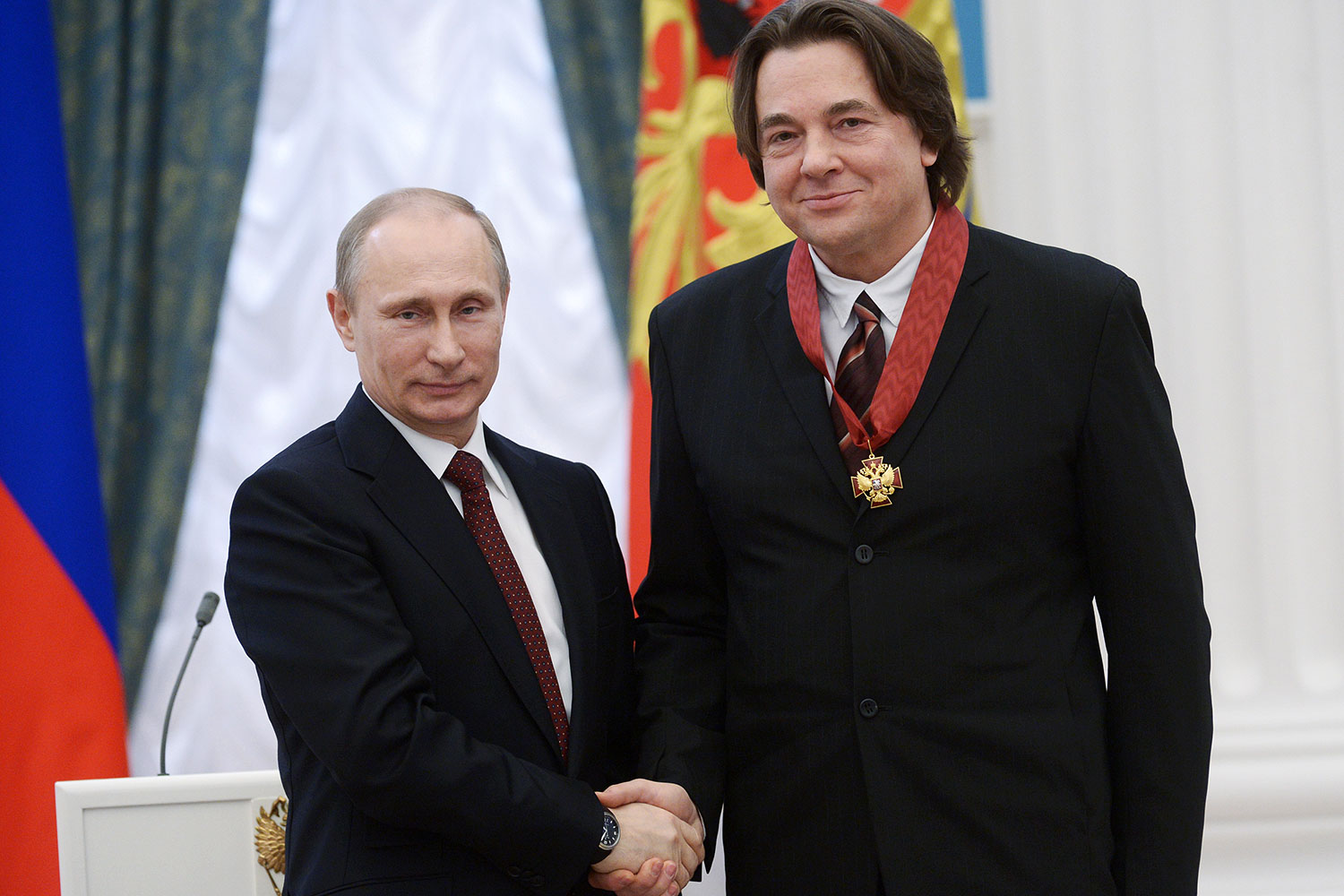
Президент России Владимир Путин награждает Константина Эрнста орденом «За заслуги перед Отечеством» II степени. Москва, Кремль, 24 марта 2014 года.

- 2003 — Государственная премия Российской Федерации в области литературы и искусства (в области просветительской деятельности) 2002 года (5 июня 2003) — за телевизионную программу «Формула власти»[213].
- 2004 — Благодарность Президента Российской Федерации (13 июля 2004) — за активное участие в подготовке и проведении церемонии вступления в должность Президента Российской Федерации[214].
- 2006 — Орден «За заслуги перед Отечеством» IV степени (27 ноября 2006) — за большой вклад в развитие отечественного телерадиовещания и многолетнюю плодотворную деятельность[215].
- 2008 — Благодарность Президента Российской Федерации (23 апреля 2008) — за информационное обеспечение и активную общественную деятельность по развитию гражданского общества в Российской Федерации[216].
- 2009 — Почётная грамота Президента Российской Федерации (9 декабря 2009) — за активное участие в подготовке и проведении конкурса эстрадной песни «Евровидение-2009» в городе Москве[217].
- 2011 — орден «За заслуги перед Отечеством» III степени (25 января 2011) — за большой вклад в развитие отечественного телевидения и многолетнюю плодотворную деятельность[218].
- 2011 — Почётная грамота Правительства Российской Федерации (4 февраля 2011) — за заслуги в развитии отечественного телевидения и плодотворную творческую деятельность[219].
- 2014 — орден «За заслуги перед Отечеством» II степени (24 марта 2014) — за большой вклад в организацию подготовки и проведения XXII Олимпийских и XI Паралимпийских зимних игр 2014 года в Сочи и обеспечение успешного выступления сборных команд России[220][221][222].
- 2017 — Премия Правительства Российской Федерации в области средств массовой информации (13 декабря 2017) — за организацию трансляции военно-морского парада в Санкт-Петербурге, приуроченного ко Дню военно-морского флота[223].
- 2018 — Благодарность Президента Российской Федерации (30 мая 2018) — за активное участие в общественно-политической жизни российского общества[224].
- 2021 — орден «За заслуги перед Отечеством» I степени (6 февраля 2021) — за большой вклад в развитие средств массовой информации и многолетнюю плодотворную деятельность[225][226].
- 2023 — Государственная премия Российской Федерации в области литературы и искусства 2022 года (9 июня 2023) — за создание художественного фильма «Вызов»[227].
- 2024 — Благодарность Правительства Российской Федерации (19 ноября 2024) — за большой вклад в подготовку и проведение X Санкт-Петербургского международного форума объединённых культур[228].

#### Ведомственные награды
- Медаль «Участнику военной операции в Сирии» Министерства обороны Российской Федерации (17 апреля 2016) — за высокий профессионализм и объективность в освещении военной операции в Сирийской Арабской Республике[229].

#### Региональные награды
- Орден «За заслуги перед Республикой Дагестан» (2 октября 2017) — за заслуги перед Республикой Дагестан, высокий профессионализм и объективность в освещении событий в республике[230].

#### Награды иностранных государств
- 2008 — орден Дружбы (25 декабря 2008, Республика Южная Осетия) — «за объективное освещение событий в период вооружённой агрессии Грузии против Южной Осетии в августе 2008 года»[231].
- 2017 — орден «Достык» II степени (3 ноября 2017, Республика Казахстан) — «за значительный вклад в укрепление дружбы и сотрудничества между народами Казахстана и Российской Федерации, развитие культурных связей»[232][233].

### Общественные награды, премии, звания

#### Профессиональные
- 1993 — Награда фестиваля «Кинопресса-92» в номинации «Лучшая книга, публикация, теле- и радиопередача о кино» (13 января 1993) — за телевизионную передачу «Матадор» на телеканале «Общественное российское телевидение» («ОРТ»)[234].
- 1998 — Премия «ТЭФИ» в номинации «Лучшая продюсерская работа» (24 мая 1998) — за музыкальный телевизионный фильм «Старые песни о главном-3» на телеканале «Общественное российское телевидение» («ОРТ»)[235].
- 1999 — «Приз прессы» Первого открытого российского конкурса рекламы за выдающийся пример социальной рекламы последних лет и приз журнала «Реклама» (1999 год) — за серию рекламных роликов «Русский проект» на телеканале «Общественное российское телевидение» («ОРТ»).
- 2001 — Премия «ТЭФИ» в номинации «Лучший продюсер» (26 октября 2001; совместно с Анатолием Максимовым и Джахонгиром Файзиевым) — за многосерийные телевизионные фильмы «Убойная сила 2», «Граница. Таёжный роман», «Остановка по требованию», «Империя под ударом», «Подозрение» на телеканале «Общественное российское телевидение» («ОРТ»).
- 2007 — Премия «ТЭФИ» в номинации «Лучший продюсер» (19 сентября 2007; совместно с Александром Файфманом) — за телевизионные программы «Звёзды на льду» и «Цирк со звёздами» на «Первом канале».
- 2008 — Премия «ТЭФИ» в номинации «Лучший продюсер телевизионной программы» (25 сентября 2008 года; совместно с Александром Файфманом и Ильёй Авербухом) — за телевизионную программу «Ледниковый период» на «Первом канале».
- 2009 — Премия «ТЭФИ» в номинации «Лучший продюсер телевизионной программы» (21 сентября 2009; совместно с Андреем Болтенко, Ларисой Синельщиковой и Юрием Аксютой) — за телевизионный конкурс эстрадной песни «Евровидение-2009» в Москве на «Первом канале».
- 2010 — Премия «ТЭФИ» в номинации «Продюсер фильма/сериала» (20 сентября 2010; совместно с Игорем Толстуновым) — за телесериал «Школа» режиссёра Валерии Гай Германики[236].
- 2014 — «Медаль чести» на телерынке в Каннах (9 апреля 2014) — за работу сценариста церемоний открытия и закрытия XXII зимних Олимпийских игр 2014 года в Сочи, успешные проекты «Первого канала», за продюсерскую деятельность по производству теле- и кинофильмов, работу по производству российских версий международных форматов телепрограмм[237].
- 2014 — Премия «ТЭФИ» в номинации «За личный вклад в развитие российского телевидения» (26 июня 2014).

#### Прочие
- 2001 — Национальная премия «Дарин» Общероссийской общественной организации «Российская академия бизнеса и предпринимательства» (2001 год)[238].
- 2005 — Премия «Человек года» журнала GQ в номинации «Открытие года» (совместно с Анатолием Максимовым) за 2004 год — за продюсерскую работу над фильмом «Ночной дозор»[164].
- 2006 — Орден «Во имя России» и наградной кортик (14 мая 2006)[239].
- 2007 — Шуточная антипремия «Абзац» в номинации «Почётная безграмота» (16 марта 2007) — «как физическому воплощению самой большой рейтинговой доли телевидения, оглупляющего простого человека, отрывающего его от книги и чтения, от всякого проявления культуры»[240].
- 2010 — Премия журнала GQ в номинациях «Человек года» и «Продюсер года» за 2009 год — за возвращение «Первому каналу» просвещённой и обеспеченной аудитории и за участие в проведении конкурса «Евровидение-2009» в Москве[241][242].
- 2014 — Премия журнала GQ в номинациях «Человек года» и «Продюсер года» за 2014 год — за церемонии открытия и закрытия XXII зимних Олимпийских игр 2014 года в Сочи[243][244].

## Санкции
В 2014 году Национальный совет Украины по вопросам телевидения и радиовещания ходатайствовал о запрете въезда на территорию Украины 49 российским журналистам, включая Эрнста. Ходатайство в отношении 35 лиц было удовлетворено Службой безопасности Украины. Весной 2016 года президент Украины Пётр Порошенко визировал решение Совета национальной безопасности и обороны, в соответствии с которым Эрнсту и 16 другим журналистам, редакторам и руководителям СМИ был запрещён въезд на территорию Украины.
15 марта 2022 года, на фоне вторжения России на Украину, Евросоюз ввел санкции против Эрнста «за организацию и распространение антиукраинской и антиамериканской пропаганды российских властей». Евросоюз отмечает что Эрнст является генеральным директором Первого канала, одного из крупнейших российских медиакомпаний, которая уже много лет используется российскими властями в пропагандистских целях.
6 марта 2022 года включён в санкционный список Канады «элит и близких соратников режима» за «соучастие в неоправданном вторжении России в Украину».
9 мая 2022 года Великобритания внесла Эрнста в санкционный список, отмечая что «после вторжения России в Украину Первый канал значительно активизировал свои политические передачи, содержащие прокремлевские и интервенционные идеи».
По аналогичным основаниям с 16 марта 2022 года находится под санкциями Швейцарии. Указом президента Украины Владимира Зеленского от 24 июня 2021 находится под санкциями Украины. С 12 декабря 2022 года находится под санкциями Новой Зеландии. 24 февраля 2023 года включён в санкционный список Австралии. Ему был запрещён въезд в эти страны, а находящиеся на их территории активы заморожены.

## Фильмография

### Продюсер
- Шум времени (в производстве) (2026)
- Незнайка (в производстве) (2026)
- Бейрут (в производстве) (2025)
- Наследники (сериал) (в производстве) (2025)
- Империя: Александр I (документальный) (в производстве) (2025)
- Лиля (в производстве) (2025)
- Машина желаний (в производстве) (2025)
- Отель у погибшего альпиниста (в производстве) (2025)
- Машина желаний (в производстве) (2025)
- Август (2025)
- Павел. Первый и последний (сериал) (2025)
- Натали и Александр (сериал) (2025)
- Победа (документальный) (2025)
- Враг у ворот (сериал) (2024)
- Любовь Советского Союза (2024)
- Противостояние (сериал) (2024)
- Империя: Екатерина II (документальный) (2023)
- Воздух (2023)
- Вызов (2023)
- Раневская (сериал) (2023)
- Диверсант 4. Идеальный штурм (сериал) (2022)
- Балабанов. Колокольня. Реквием (документальный) (2022)
- Капкан на судью (сериал) (2022)
- Я не могу без тебя (сериал) (2022)
- Союз Спасения. Время гнева (сериал) (2022)
- Империя: Анна Иоанновна (документальный) (2022)
- Империя: Елизавета Петровна (документальный) (2022)
- Империя: Петр Первый (документальный) (2022)
- Казанова в России. Тайная миссия (сериал) (2022)
- Фантастика (телешоу) (2022)
- Один шанс на троих (сериал) (2021)[258]
- Краткое пособие по тому, как устроен мир (2021)
- Александр Невский (документальный) (2021)
- Земля (2021)
- Порт (сериал) (2021)
- Кто тебя победил никто (документальный) (2021)
- Собор (сериал) (2021)
- Инкубатор (сериал) (2021)
- Знахарь. Одержимость (сериал) (2021)
- Чиновница (сериал) (2021)
- Кто тебя победил никто (документальный) (2021)
- Знахарь. Одержимость (сериал) (2021)
- Вертинский (сериал) (2021)
- Дело Сахарова (2021)
- Угрюм-река (сериал) (2021)
- Диверсант. Крым (сериал) (2020)
- Рюриковичи. История первой династии (документальный) (2019)
- Афганистан (2019) (документальный)
- Больше, чем любовь (сериал) (2019)
- Дипломат (сериал) (2019)
- Давай разведемся (2019)
- Союз спасения (2019)[259]
- Довлатов (2018)
- Крепость Бадабер (сериал) (2017)
- Султан моего сердца (сериал) (2018)
- Спящие 2 (сериал) (2017)
- Страна советов. Забытые вожди (документальный) (2017)
- Крещение руси (документальный) (2017)
- Подлинная история русской революции (документальный) (2017)
- Троцкий (сериал) (2017)
- Налёт (1 и 2 сезон) (сериал) (2017)
- Мата Хари (сериал) (2017)
- Дело декабристов (документальный) (2016)
- Нулевая мировая (документальный) (2016)
- Викинг (2016)
- Выйти замуж за Пушкина (сериал) (2016)
- Таинственная страсть (сериал) (2016)
- Шакал (сериал) (2016)
- Салам Масква (сериал) (2016)
- Кронштадт. Год 1921 (документальный) (2015)
- Взрослые дочери (сериал) (2015)
- Саранча (2015)
- Метод (сериал) (1 и 2 сезон) (2015, 2020—2021)
- Паук (сериал) (2015)
- Лермонтов (2014) (документальный)
- 1812—1815. Заграничный поход (документальный) (2014)
- Кураж (сериал) (2014)
- Выстрел (телесериал) (2014)
- Палач (сериал) (2014)
- Хорошие руки (сериал) (2014)
- 1001 (сериал) (2014)
- Куприн (сериал) (2014)
- Романовы (документальный) (2013)
- Первая мировая (документальный) (2013)
- Торговый центр (сериал) (2013)
- Высоцкий. Четыре часа настоящей жизни (сериал) (2012)
- Ку! Кин-дза-дза (мультфильм) (2012)
- Развод (сериал) (2012)
- Вечерний Ургант (телепрограмма) (с 2012)
- Мосгаз (11 сезонов) (сериал) (2012—2025)
- Побег 2 (сериал) (2011)
- После школы (сериал) (2012)
- Zолушка (2012)
- Краткий курс счастливой жизни (сериал) (2011)
- Высоцкий. Спасибо, что живой (2011)
- Группа счастья (сериал) (2011)
- Открытый космос (документальный) (2011)
- Бриллианты. Воровство (2010)
- Чужая (2010)
- Голоса (сериал) (2010)
- Гаражи (сериал) (2010)
- Побег (сериал) (2010)
- Край (2010)
- Зворыкин-Муромец (ТВ) (2010)
- Великая война (сериал) (2010)
- Школа (2010)
- Попытка Веры (сериал) (2010)
- Анна Каренина (2009)
- Мульт личности (телепрограмма) (2009—2013)
- Про Федота-стрельца, удалого молодца (мультфильм) (2008)
- Прожекторперисхилтон (телепрограмма) (2008—2017)
- Большая разница (телепрограмма) (2008—2014)
- Ленинград (2007)
- Громовы. Дом надежды (сериал) (2007)
- Ирония судьбы. Продолжение (2007)
- Диверсант 2: Конец войны (сериал) (2007)
- Принцесса Диана. Последний день в Париже (документальный) (2007)
- Ледниковый период (телешоу) (2007)
- Звёзды на льду (телешоу) (2006)
- Турецкий гамбит (сериал) (2006)
- Тихий Дон (сериал) (2006)
- Заколдованный участок (сериал) (2006)
- Грозовые ворота (ТВ) (2006)
- Моя любовь (2006)
- Битва за космос (2005) (документальный)
- Братство бомбы (2005) ( документальный)
- Дневной Дозор (2005)
- Охота на изюбря (сериал) (2005)
- Есенин (сериал) (2005)
- Звезда эпохи (сериал) (2005)
- Гибель империи (сериал) (2005)
- Брежнев (сериал) (2005)
- Потерявшие солнце (сериал) (2005)
- Турецкий гамбит (2005)
- Казароза (2005)
- Узкий мост (ТВ) (2004)
- Диверсант (2004)
- Ночной дозор (2004)
- Пограничный блюз (2004)
- 72 метра (2004)
- Следствие ведут ЗнаТоКи. Десять лет спустя (сериал) (2002)
- Другая жизнь (2003)
- Участок (2003)
- Раскаленная суббота (2002)
- Русские в городе ангелов (сериал) (2002)
- Азазель (ТВ) (2002)
- Спецназ (1 и 2 сезон) (2002—2003)
- Фабрика звезд (телепрограмма) (2002—2012)
- Займёмся любовью (2002)
- Следствие ведут ЗнаТоКи. Третейский судья (ТВ) (2002)
- Ледниковый период (2002)
- Таежный роман (киноверсия) (2001)
- Последний герой (реалити-шоу) (6 сезонов) (2001—2008)
- Парижский антиквар (мини-сериал) (2001)
- Пятый угол (сериал) (2001)
- Подозрение (мини-сериал) (2001)
- Старые песни о главном. Постскриптум (фильм-концерт) (2000)
- Остановка по требованию (сериал) (1 и 2 сезон) (2000—2001)
- Убойная сила (6 сезонов) (2000—2005)
- Воспоминания о Шерлоке Холмсе (сериал) (2000)
- Особенности национальной охоты в зимний период (2000)
- Граница. Таёжный роман (сериал) (2000)
- Империя под ударом (сериал) (2000)
- Новогодняя ночь-2000 (1999)
- Новогодняя ночь-1999 (1999)
- Мама (1999)
- Зал ожидания (1998)
- Блокпост (1998)
- Старые песни о главном 3 (фильм-концерт) (1997)
- Старые песни о главном 2 (фильм-концерт) (1996)
- Старые песни о главном (фильм-концерт) (1995)

### Сценарист, автор идеи (создатель)
- Старые песни о главном — цикл (идея, 1995—2000)
- 100 лет кино в России (идея, создано совместно с Анатолием Максимовым) (1996)
- Охота на изюбря (сериал) (идея, 2005)
- 12 стульев — телевизионный спектакль (2005)
- Ирония судьбы. Продолжение (2007)
- След (идея, 2007)
- Детективы (идея, 2007)
- Какие наши годы! (сериал 2010—2011)
- Берлин 41-го. Долетали сильнейшие (2017)
- Вертинский (идея, 2021)
- Противостояние (идея, 2024)

### Актёр
- Старые песни о главном 2 (ТВ) (1997) — третий Дед Мороз (нет в титрах)